# Cigaritis natalensis
Cigaritis natalensis is een vlinder uit de familie van de Lycaenidae. De wetenschappelijke naam van de soort is voor het eerst gepubliceerd in 1851 door John Obadiah Westwood.

## Verspreiding
De soort komt voor in Zambia,  Malawi, Mozambique, Zimbabwe, Botswana, Namibië en Zuid-Afrika.

## Levenswijze
De rups leeft op Canthium inerme (Rubiaceae), Clerodendrum glabrum (Verbenaceae), Mundulea sericea (Fabaceae), Sphenostylis angustifolia (Fabaceae), Tapinanthus oleifolius (Loranthaceae) en Ximenia caffra (Olacaceae).
De rups wordt bezocht door de mier Crematogaster castanea. De rups ondergaat zes stadia. Elk stadium duurt 1 à 2 weken. De verpopping vindt vaak plaats in de stam van de waardplant en duurt ongeveer 15 dagen.

## Vliegtijd
De vlinder vliegt het hele jaar.

## Parasieten
De rups kan worden geparasiteerd door de sluipvlieg Thecocarcelia latifrons van de familie van de Tachinidae. De pop kan worden geparasiteerd door sluipwespen van het geslacht Pimpla.